# Vining, Kansas
Vining är en ort i Clay County, och Washington County, i Kansas. Orten har fått sitt namn efter järnvägsfunktionären E.P. Vining. Vid 2010 års folkräkning hade Vining 45 invånare.